# Walter Saúl Andrade
Walter Saúl Andrade (Paraná, Entre Ríos; 1 de diciembre de 1984) es un exfutbolista argentino. Jugaba como defensor y su último club fue Patronato de la Primera División de Argentina, donde se desempeñó durante 15 años. Además, es considerado como ídolo en dicho club.

## Trayectoria
Llegó a Patronato en el año 2005 con 19 años, donde jugó con la Rojinegra en todas las categorías: Liga Paranaense de Fútbol, Argentino B, Argentino A, Primera B Nacional y Primera División de Argentina. 
El martes 30 de junio de 2020, decide retirarse del fútbol con 418 partidos jugados en la institución de Paraná y tres ascensos conseguidos (2008, 2010 y 2015). Al día de hoy, el "Negro" Andrade (junto con Sebastián Bértoli y Lucas Márquez), es considerado como las mayores leyendas de la entidad entrerriana hasta la actualidad.
Desde el Ascenso de Patronato a la máxima categoría del fútbol argentino en diciembre de 2015, Andrade cosechó 66 partidos en la élite y 1 gol marcado a Aldosivi en Mar del Plata en el empate 1-1 el 9 de diciembre de 2016.

## Clubes
| Club      | País      | Año       | Partidos | Goles |
| --------- | --------- | --------- | -------- | ----- |
| Patronato | Argentina | 2005-2020 | 418      | 17    |

## Palmarés
| Título             | Club      | País      | Año  |
| ------------------ | --------- | --------- | ---- |
| Torneo Argentino B | Patronato | Argentina | 2008 |
| Torneo Argentino A | Patronato | Argentina | 2010 |

- Datos: Q131385081